# Pikl
Pikl je priimek več znanih Slovencev:
- Alenka Pikl, umetnostna zgodovinarka
- Jernej Pikl (1932—1992), TV-napovedovalec
- Mihael Pikl (1814—1867), duhovnik in nabožni pisatelj
- Primož Pikl (*1982), smučarski skakalec